# Jalal ad-Dawla Chirzil
 Jalâl o-dowleh ou Abû Tâhir Jalâl ad-Dawla Chirzîl est le fils de l'émir bouyide d'Irak et du Fars Bahâ' ad-Dawla Fîrûz. Il devient émir d'Irak en 1027 deux ans après la mort de son frère cadet Mucharrif ad-Dawla Hasan|. Il règne à Bagdad jusqu'à sa mort en 1044. 

## Biographie
Abû Tâhir Jalâl ad-Dawla Chirzîl passe sa jeunesse à Babgdad. Son père Bahâ' ad-Dawla Fîrûz émir décède le 22 décembre 1012, il laisse quatre fils :
- Fannâ Khusraw qui lui succède comme émir d'Irak et du Fars avec le titre de Sultan ad-Dawla (Sultan de l'empire).
- Chirzîl est nommé gouverneur de Bassora avec le titre de Jalâl ad-Dawla (Splendeur de l'empire).
- Abû al-Fawâris est nommé gouverneur du Kermân avec le titre de Qiwâm ad-Dawla (Soutien de l'empire).
- Hasan est nommé gouverneur de l'Irak avec le titre de Mucharrif ad-Dawla (Noblesse de l'empire). En 1021, il devient émir d'Irak à la place de son frère qui garde le Fars.

Au lieu d'attendre les insignes de sa fonction et l'investiture du calife abbasside Al-Qadir, il part immédiatement pour Chiraz où est mort son père. Il reste dans le Fars pendant trois ans avant de retourner vers l'Irak. Il ne va pas jusqu'à Bagdad et se contente de rencontrer Jalâl ad-Dawla à Ahvaz.
En 1018, Sultan ad-Dawla fait de nouveau le voyage vers l'Irak. Cette fois c'est pour tenter de négocier avec les émirs de Mossoul. Qiwâm ad-Dawla profite de l'absence de Sultan ad-Dawla pour envahir le Fars avec l'aide des Ghaznavides. Cette attaque échoue mais marque encore plus la division des Bouyides. Après avoir repoussé l'attaque de Qiwâm ad-Dawla, Sultan ad-Dawla retourne en Irak dans le but d'y consolider son autorité, la région des marais du sud de l'Irak est enfin soumise par les Bouyides.
Mucharrif ad-Dawla décède en mai 1025. L'héritage qu'il laisse derrière lui est difficile, il n'a pas de fils. 
Jalâl ad-Dawla est désigné comme successeur. Les chefs militaires soutiennent `Imâd ad-Dîn qui est empêché d'entrer en Irak par Qiwâm ad-Dawla. Enfin en octobre 1027, Jalâl ad-Dawla entre dans Bagdad et officiellement est investi du titre « d'émir des émirs ». Il s'ensuit une rivalité féroce entre Jalâl ad-Dawla et son neveu `Imâd ad-Dîn. Mais ils ne sont pas toujours adversaires ; ils ont su s'allier quand les Ghaznavides ont envahi Kermân in 1033. 
Jalâl ad-Dawla est contraint de régler de graves problèmes internes à Bagdad et de moindre importance à Wâsît. Ces évènements sont survenus à la suite de la prise de Bassora par `Imâd ad-Dîn. 
L'armée est toujours restée hostile à Jalâl ad-Dawla, une situation où le calife abbasside Al-Qa'im a souvent joué le rôle de médiateur entre l'émir et ses troupes. En 1036 ou 1037, une mutinerie menée par un Turc n'a pas surpris. Cette révolte a fourni à `Imâd ad-Dîn l'occasion d'envahir l'Irak. Il échoue à prendre Bagdad mais obtient l'allégeance de Jalâl ad-Dawla. Ce dernier obtient le soutien de l'émir uqaylides de Mossoul et celui de la tribu arabe des Banû Asad. Il est restauré dans sa pleine autorité et continue à occuper son poste jusqu'à sa mort en mars 1044. C'est son neveu et rival `Imâd ad-Dîn qui prend sa succession.